# 联合反对派
联合反对派（羅馬化：Ob"yedinennaya oppozitsiya），又称托洛茨基—季诺维也夫集团（Троцкистско-зиновьевский блок，也译作托季联盟），是全联盟共产党（布尔什维克）于1926年初由托洛茨基领导的左翼反对派与季诺维也夫和加米涅夫领导的新反对派联合形成的党内反对派，该派要求在党内获得更多的言论自由并减少官僚作风。联合反对派最初由民主集中派的弗拉基米尔·米哈伊洛维奇·斯米尔诺夫召集，参与者除了左翼反对派和新反对派外，还有工人反对派。此后，民主集中派和部分季诺维也夫及加米涅夫的支持者在强大的压力下退出联合反对派。1926年10月，托洛茨基被逐出政治局。1927年11月，联合反对派在莫斯科红场与列宁遗孀克鲁普斯卡娅发起示威活动。1927年底，联合反对派被开除出党。至1941年底，该派成员大部分已被处决。

## 背景与形成

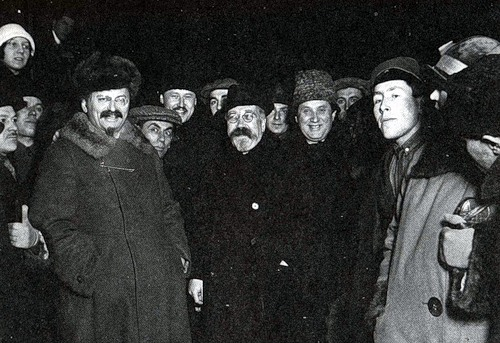
托洛茨基、加米涅夫和季诺维耶夫三人，摄于1920年代中期

为保证党的团结，1921年的俄国共产党（布尔什维克）第十次代表大会通过《关于党的统一的决议》，宣布禁止派别活动，然而党内仍有派别活动:92。1923年，与托洛茨基有关的46名共产党员上书发表《46人声明》，批评党内的官僚主义:92-93。然而到1924年底时，加米涅夫、季诺维也夫等人仍反对托洛茨基:93。
1925年，托洛茨基被解除革命军事委员会主席职务后，斯大林与季诺维也夫、加米涅夫的矛盾开始凸显。全联盟共产党（布尔什维克）第十四次代表大会后，季诺维也夫、加米涅夫和托洛茨基开始彼此接触，形成了反对斯大林的政治联盟:94。